# 查尔斯·科尔森
查尔斯·科尔森（英語：Charles Wendell Colson，1931年10月16日—2012年4月21日），美国律师和政治顾问，1969年至1970年担任理查德·尼克松总统的特别顾问。科尔森曾被称为尼克松总统的“打手”，在水门事件时因为并列水门七人帮之一声名狼藉。他因试图诽谤五角大楼文件被告丹尼尔·艾尔斯伯格触犯妨碍司法公正罪并认罪。1974 年，科尔森在阿拉巴马州的联邦麦克斯韦尔监狱服刑七个月，成为尼克松政府中第一位因水门事件相关指控而被监禁的成员。